# Over the Rainbow
Over the Rainbow (đôi khi được viết là Somewhere Over the Rainbow) là một bài hát do Harold Arlen viết nhạc, E.Y. Harburg soạn lời và được trình diễn lần đầu năm 1939 bởi ca sĩ-diễn viên Judy Garland cho bộ phim The Wizard of Oz. Tác phẩm này được coi là một trong những ca khúc đáng nhớ nhất của âm nhạc và điện ảnh Hoa Kỳ thế kỷ 20, nó được Hiệp hội Công nghiệp Ghi âm Hoa Kỳ bình chọn là bài hát của thế kỷ 20 và cũng được Viện phim Mỹ xếp đầu tiên trong danh sách 100 ca khúc đáng nhớ nhất của điện ảnh Hoa Kỳ thế kỷ 20.

## Ca từ
Over the Rainbow có ca từ giản dị, trong sáng, thể hiện ước muốn của một cô gái trẻ (khi biểu diễn ca khúc này Judy Garland mới 17 tuổi) muốn thoát ra khỏi những rắc rối, u buồn của cuộc đời để đến với một thế giới mới "ở phía bên kia cầu vồng" ("over the rainbow"). Ca khúc tràn đầy niềm tin của cô gái về một thế giới tốt đẹp hơn, nơi "rắc rối tan biến như những viên kẹo" ("troubles melt like lemon-drops"), tác phẩm cũng sử dụng hình ảnh "con chim xanh hạnh phúc" ("Bluebird of Happiness") để thể hiện sự hy vọng của cô gái ("If happy little bluebirds fly beyond the rainbow, why oh why can't I?" - "Nếu con chim xanh hạnh phúc bé nhỏ kia có thể bay qua cầu vồng, tại sao ta lại không thể?").

## Lịch sử
Judy Garland lần đầu ghi âm bài hát tại phim trường của hãng MGM vào ngày 7 tháng 10 năm 1938 trong quá trình quay The Wizard of Oz. Bài hát đã được trao Giải Oscar cho ca khúc trong phim hay nhất, đây là một trong hai hạng mục tại giải Oscar mà The Wizard of Oz vượt qua được một tác phẩm kinh điển khác là Cuốn theo chiều gió (Gone with the Wind, cũng là sản phẩm của MGM). Ca khúc sau đó được hãng Decca Records phát hành dưới dạng đĩa đơn vào tháng 3 năm 1940. Từ đó về sau Judy Garland luôn biểu diễn ca khúc giống hệt với bản gốc trong phim The Wizard of Oz vì bà muốn giữ nguyên ý nghĩa của bài hát vốn đã gắn liền với cô bé Dorothy Gale luôn hy vọng về một thế giới tốt đẹp "phía bên kia cầu vồng". Mãi đến năm 1956 bài hát gốc mới được hãng MGM phát hành lại dưới dạng đĩa nhạc nhân dịp The Wizard of Oz lần đầu được trình chiếu trên truyền hình.
Cùng với White Christmas của Irving Berlin, Over the Rainbow được coi là ca khúc động viên tinh thần binh sĩ Mỹ trong thời gian họ xa nhà để tham chiến trong Chiến tranh thế giới thứ hai. Bài hát sau này đã được rất nhiều ca sĩ khác trình diễn lại với các bản phối mới cũng như được đưa vào nhiều bộ phim khác. Over the Rainbow được Hiệp hội Công nghiệp Ghi âm Hoa Kỳ bình chọn là bài hát của thế kỷ 20 và cũng được Viện phim Mỹ xếp đầu tiên trong danh sách 100 ca khúc đáng nhớ nhất của điện ảnh Hoa Kỳ thế kỷ 20.